# Юлдашев Роберт Нажипович
Юлдашев Роберт Нажипович (рос. Роберт Нажипович Юлдашев, (башк. Роберт Нәжип улы Юлдашев, нар. 9 липня 1971, Уфа) — російський музикант,. кураїст-віртуоз. керівник ансамблю «Курайси», Народний артист Республіки Башкортостан (2012), 4-х кратний володар «Гран-прі» конкурсів кураїстів.

## Життєпис
Походить з башкирського рода Табин, з Гафурійський район.
Навчився грати на кураї у шостому класі. Перший вчитель — Іскужин Адигам Динисламович. Другий вчитель — Гайнетдінов Юлай Ішбулдович.
В дитинстві любив хокей. Грав у дитячій команді «Салават Юлаєв».
З 1989 р. — викладач середньої спеціальної музичної школи при Уфімський державний інститут мистецтв. З 1991 р. виступав у складі музичної групи «Аҡйондоҙ» («Белая звезда»).
1995—1998 та 2001—2003 рр. працював музикантом Державного академічного ансамблю народного танцю імені Файзі Гаскарова.
З 1998 р. з перервами працював у Башкирська державна філармонія імені Хусаіна Ахметова.
У 2000 р. — закінчив Уфімський державний інститут мистецтв по класу А. М. Кубагушева .
Дружина — Гузель Рашитовна, керівник групи Guzal-dance.

## Творчість
Роберт Юлдашев — курайси-етнічний музикант, який грає на старовинному народному духовому інструменті — курає.
Жанрова направленість — фолк-м'юзік, та етно-транс м'юзік. На становлення його, як музиканта вплинула група «Парк Горького».
Репертуар складається з авторскої музика на основі башкирських и фольклорних мелодій, кавери відомих композицій.
Під час концертів звучать давні башкирські музичні інструменти: дунгур, думбра, курай, кубиз, а одночасно з ними барабани, джамбо, гітара, бонги, шейкери, бубни.
2006 р. створив свою групу «Курайси»
Мав музичні проекти з Микола Носков — альбом «По пояс в небе», Гарік Сукачов, Юрій Шевчук, Пелагея, Виступав з оркестром «Віртуози Москви» Володимир Співаков.
Записав разом з московським композитором Маратом Татурасом клубний проект Haua — (синтез сучасної електронної музики й курая). .
Виступ на сцені знаменитого театра світу La Scala у Мілан разом з оперним співаком Ільдар Абдразаков
Саундтрек до драми «Дом солнца» Гарік Сукачов та разом з Симфонічний оркестр Большого театра до драми «Путь».
Член Союзу кураїстів Республіки Башкортостан (2007).
З 2009 гр. — президент організації «Творческий союз „Курайсы“ Республіки Башкортостан».

## Нагороди
Лауреат державної премії імені Ш.Бабича (2003 г.).
Переможець у номінації «Відкриття фестивалю» разом з ансамблем «Курайси» на Міжнародному музичному форумі «Сотворение мира — 2011».
Переможець у номінаціях «Національна самобутність» та «Приз глядацьких симпатій» на ІІ міжнародному музичному турнірі «Терем-кроссовер — 2012»
Володар премії «Russian World Music Awards»